# 린다 맥맨
린다 마리 맥맨(Linda Marie McMahon, 결혼 전 성: 에드워즈(Edwards); 1948년 10월 4일 ~ )은 미국의 정치 및 사업 경영인, 그리고 은퇴한 프로 레슬링 출연자이다. 그녀는 2017년부터 2019년까지 제25대 중소기업청 청장으로 재직하였다. 맥맨은 트럼프 2기 행정부에서 미국 교육부 장관으로 지명되었다.
맥맨은 남편 빈스 맥맨(Vince McMahon)과 함께 스포츠 엔터테인먼트 회사인 타이탄 스포츠(Titan Sports, Inc., 이후 월드 레슬링 엔터테인먼트)를 설립하였다. 그녀는 1980년부터 2009년까지 사장과 CEO로 활동하며, 회사를 미국 북동부의 지역 비즈니스에서 대형 다국적 기업으로 성장시켰다. 그녀는 회사의 시민 참여 프로그램인 Get R.E.A.L.과 SmackDown! Your Vote를 시작하였으며, 가끔씩 화면에 등장하기도 했다. 특히, 남편과의 대립이 레슬매니아 X-세븐(WrestleMania X-Seven)에서 절정에 달하며 주목을 받았다.
2009년, 맥맨은 미국 상원의 코넥티컷주 의석에 공화당 후보로 출마하기 위해 WWE를 떠났으나, 민주당의 리처드 블루먼솔(Richard Blumenthal)에게 패배했다. 그녀는 2012년에도 코네티컷의 다른 상원의원 자리에 공화당 후보로 출마하였으나, 크리스 머피(Chris Murphy)에게 패배하였다.
2016년 12월 7일, 도널드 트럼프(당시 대통령 당선자)는 맥맨을 중소기업청(Small Business Administration) 청장으로 지명할 것이라고 발표하였다. 상원 인준 청문회는 2017년 1월 24일에 시작되었고, 2월 1일 미국 상원 중소기업 및 기업가정신 위원회(Senate Committee on Small Business and Entrepreneurship)에서 18대 1로 승인되었으며, 2월 14일 미국 상원 전체 표결에서 81대 19로 최종 승인되었다.
2019년 3월 29일, 트럼프 행정부는 맥맨이 중소기업청 청장에서 물러나 트럼프 대통령의 재선 캠페인에서 새로운 역할을 맡을 것이라고 발표하였다. 그녀의 사임은 4월 12일에 발효되었고, 4월 15일 그녀는 트럼프 지지 슈퍼 PAC인 아메리카 퍼스트 액션(America First Action)의 의장으로 임명되었다.
2024년 11월 19일, 도널드 트럼프 전 대통령은 맥맨을 미국 교육부 장관으로 지명하였다.

## 어린 시절
린다 마리 에드워즈(Linda Marie Edwards)로 태어난 맥맨은 노스캐롤라이나주 뉴번에서 웨일스계 미국인 가정의 딸로 태어났다. 그녀의 부모는 에블린과 헨리 에드워즈로, 린다는 외동딸로 자랐다. 그녀는 "톰보이"로 자라며 농구와 야구를 즐겼다. 그녀의 부모는 체리포인트 해병대 항공기지(Marine Corps Air Station Cherry Point)에서 근무했다. 린다는 보수적인 침례교 가정에서 자랐으나 후에 로마 가톨릭교회으로 개종했다.
린다는 13세에 빈스 맥맨(Vince McMahon)을 만났으며 당시 빈스는 16세였다. 그녀의 어머니는 빈스의 어머니와 같은 건물에서 일했지만 두 사람은 서로 알지 못했다.
빈스의 어머니는 에드워즈 가족과 친해졌고 여러 명의 학대적인 계부와 살았던 빈스는 에드워즈 가족과 함께 있을 때 안정감을 느꼈다. 린다와 빈스는 고등학교 시절 내내 데이트를 했으며 린다는 하블록 고등학교(Havelock High School)에 다녔고, 빈스는 버지니아에 있는 피시번 군사학교(Fishburne Military School)에 다녔다. 이 기간 동안 빈스는 린다의 집에 "항상 머물렀으며", 린다와 그녀의 가족과 많은 시간을 보냈다. 빈스는 이스트 캐롤라이나 대학교에서 경영학을 전공했다. 린다는 고등학교에서 우등생이었으며 소아과 의사가 되는 것을 목표로 했다.
고등학교 졸업 직후, 빈스는 린다에게 청혼했다. 두 사람은 1966년 8월 26일, 린다가 17세였을 때 결혼했으며, 빈스는 당시 21세였다. 린다는 같은 해 이스트 캐롤라이나 대학교에 입학하여 프랑스어 학사 학위를 취득했다. 빈스는 여행용 컵 세일즈맨으로 일하다가 빈센트 J. 맥맨(Vincent J. McMahon)의 회사인 월드 와이드 레슬링 연맹(World Wide Wrestling Federation; 현재 WWE)에 합류했다. 린다는 대학을 3년 만에 졸업하여 빈스와 함께 졸업할 수 있었다. 그들의 아들 셰인은 1970년에 태어났고, 그 뒤를 이어 둘째 딸 스테파니이 1976년에 태어났다.

## 정치 경력

### 코네티컷주 교육위원회
2009년 1월 린다 맥맨은 코네티컷주의 주지사 조디 렐(Jodi Rell)에 의해 주 교육위원으로 임명됐다.
그녀는 주 상원에서 34표의 찬성 1표의 반대, 주 하원에서 96표의 찬성, 45표의 반대를 얻어 교육위원이 됐다. 임명 과정에서 일부 반대자들은 린다 맥맨이 WWE에서 활동한 것을 문제삼기도 했다. 같은 해 9월에는 미국 상원의원 출마를 위해 WWE의 CEO직을 사임했고, 이듬해 4월 1일에는 교육위원직을 사임했다.

### 2010년 상원의원 선거
2009년 9월 16일, 린다 맥맨은 코네티컷주를 대표하는 상원의원으로 출마하겠다고 발표했다. 린다는 선거자금으로 5천만 달러를 사용할 것이며, 외부 기부는 받지 않겠다고 했다. 이는 상원의원 선거 비용으로는 역대 3번째로 큰 선거자금이었다.
공화당 경선에서 린다는 낮은 세율, 보수적 재정운용, 일자리 창출 등을 약속했다. 경선 과정에서 린다의 엄청난 선거자금이 핵심 쟁점으로 떠오르기도 했다. 전직 하원의원이었던 롭 시먼스는 린다 맥맨이 "표를 사고 있다"라고 공격하기도 했다. 린다는 랍 시몬스와 또다른 경쟁자였던 피터 시프(Peter Schiff)를 경선에서 물리쳤지만 2010년 11월 2일 치러진 선거에서 미국 민주당의 리처드 블루먼솔에게 패해 낙선했다.

### 2012년 상원의원 선거
2010년 낙선한 린다는 곧바로 재도전 의지를 밝혔다. 선거 이후 린다 맥맨은 언론과 광고, 정치 캠페인 등에 출연하면서 명성을 유지했다. 친민주당 성향의 조 리버먼 상원의원이 차기 상원의원 선거 불출마를 선언하자 린다는 다시 코네티컷 주의 공화당 상원의원 후보가 됐다.
2011년 9월 20일 공식적으로 출마선언을 했다. 2012년 3월 8일 코네티컷주 공화당 전당대회에서 상대 후보 크리스 샤이스(Chris Shays)를 제치고 공화당 상원의원 후보로 선출됐다.
본선에서 린다는 민주당의 크리스 머피와 대결했으나 11.7% 차이로 낙선했다.

## 가족
- 시조부 : 로더릭 맥맨
- 시조모 : 로즈 E. 데이비스
- 시아버지 : 빈스 맥맨 시니어
- 시어머니 : 빅토리아 H. 애스큐
- 남편 : 빈스 맥맨
- 아들 : 셰인 맥맨
- 며느리 : 머리사 맥맨
- 친손주 : 디클란 맥맨, 케니언 맥맨, 로건 맥맨
- 딸 : 스테퍼니 맥맨
- 사위 : 트리플 H
- 외손주 : 오로라 레베이스크, 머피 레베이스크, 본 레베이스크

## 역대 선거 결과
| 선거명      | 직책명                    | 대수  | 정당   | 득표율 | 득표수    | 결과 | 당락 |
| ----------- | ------------------------- | ----- | ------ | ------ | --------- | ---- | ---- |
| 2010년 선거 | 상원의원 (코네티컷 제3부) | 112대 | 공화당 | 43.21% | 498,341표 | 2위  | 낙선 |
| 2012년 선거 | 상원의원 (코네티컷 제1부) | 113대 | 공화당 | 43.09% | 647,776표 | 2위  | 낙선 |